# Jack Buetel
Jack Buetel de nom Warren Higgins, escrit de vegades Jack Beutel (Dallas, Texas, 5 de setembre de 1915 − Portland, Oregon, 27 de juny de 1989) fou un actor estatunidenc.

## Biografia

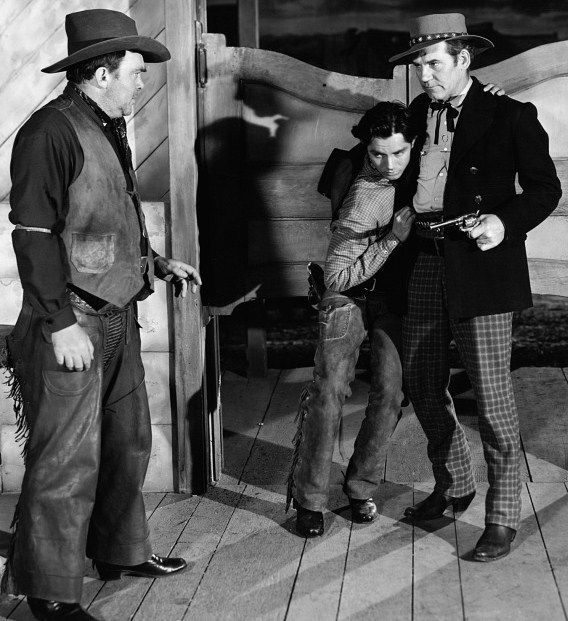
D'esquerra a dreta: Thomas Mitchell, Jack Buetel i Walter Huston, a Fora de la llei (1943)

Sota el pseudònim de Jack Buetel, debuta al cinema a Fora de la llei, western de Howard Hughes rodat a finals de 1940-principis de 1941 però estrenada el 1943, on és Billy el Nen, al costat de Jane Russell, Walter Huston (Doc Holliday) i Thomas Mitchell (Pat Garrett). Després, apareix en només cinc altres films estatunidencs (tots westerns), l'últim Mustang!, estrenat el 1959. En l'interval, és sobretot Bob Younger a Best of the Badmen (1951, la seva segona pel·lícula, amb Robert Ryan i Clara Trevor) i Frank James a Jesse James' Women (1954).
Per a la televisió, de 1956 a 1961 (any en què es retira), contribueix a sis sèries, de les quals cinc en l'àmbit del western, com a Jutge Roy Bean (1956), on té el paper recurrent de Jeff Taggert  durant vint-i-cinc episodis, davant d'Edgar Buchanan a Roy Bean.
Jack Buetel torna a la pantalla petita per a una única actuació, com a ell mateix, en una emissió de diversió difosa el 1982, Night of 100 Stars .

## Filmografia completa

### Cinema
- 1943: Fora de la llei (The Outlaw) de Howard Hughes
- 1951: Best of the Bad Men de William D. Russell
- 1952: The Rose of Cimarron de Harry Keller
- 1952: The Half-Breed de Stuart Gilmore
- 1954: Jesse James' Women de Don « Red » Barry
- 1959: Mustang! de Tom Gries

### Televisió
Sèries
- 1956: Judge Roy Bean, Temporada única, 25 episodis: Jeff Taggert
- 1958: 26 Men, Temporada 1, episodi 30 The Bells of St. Thomas d'Oliver Drake i episodi 36 Wayward Gun d'Oliver Drake
- 1959: Maverick, Temporada 3, episodi 10 Easy Mark de Lew Landers
- 1959-1961: Wagon Train, Temporada 2, episodi 35 The Andrew Hale Story (1959) de Virgil W. Vogel; Temporada 4, episodi 19 The Prairie Story (1961) de Mitchell Leisen
- 1960: Hawaiien Eye, Temporada 1, episodi 15 The Kamehameha Cloak
- 1961: Lawman, Temporada 3, episodi 32 Whiphand de Marc Lawrence
- 1982: Night of 100 Stars, de Clark Jones (ell mateix)